# Juan Giró
Juan Giró y Merelo (Gibraltar, 1797-Málaga, 1872) fue un empresario e industrial español del siglo XIX, director de las ferrerías El Ángel de Marbella y Málaga, establecimientos pioneros de la siderurgia de España. 

## Biografía
Hijo de Juan Giró, natural de Mahón y Ángela Morelos, natural de Gibraltar, se estableció en Málaga hacia el año 1825, tras casarse con María Manuela Aramburu, hacendada de origen peruano.  
En 1831 se crea de la Sociedad y Empresa de Herrería El Ángel, formada por los socios de la Sociedad Anónima de la Herrería de La Concepción, disuelta en 1826. Siguiendo los pasos de Manuel Agustín Heredia, construye un martinete y la ferrería El Ángel en los altos hornos de Marbella, establecimiento pionero de la industria en Andalucía. Giró adquirió una amplia participación y pasó a ser, al menos desde 1841, el director de la Sociedad El Ángel, decidiendo la construcción de una segunda herrería en terreno de La Malagueta, mientras que la gran herrería La Constancia de Manuel Agustín Heredia se encontraba en la zona oeste de Málaga. El Ángel se dedicaba al afino y la elaboración de productos metalúrgicos derivados. De 1844 a 1860 destacan las empresas siderúrgicas malagueñas, llegando a representar en los años 40 del siglo XIX el 72% de toda la fundición española. Durante los años de la pionera pujanza industrial de Málaga Giró participó además en el capital de la industria textil algodonera La Industria Malagueña, fundada en 1846. En 1851 forma parte de la aseguradora LLoyds Malagueña, en la que participaban todas las empresas del comercio de Málaga.

## Hacienda Giró

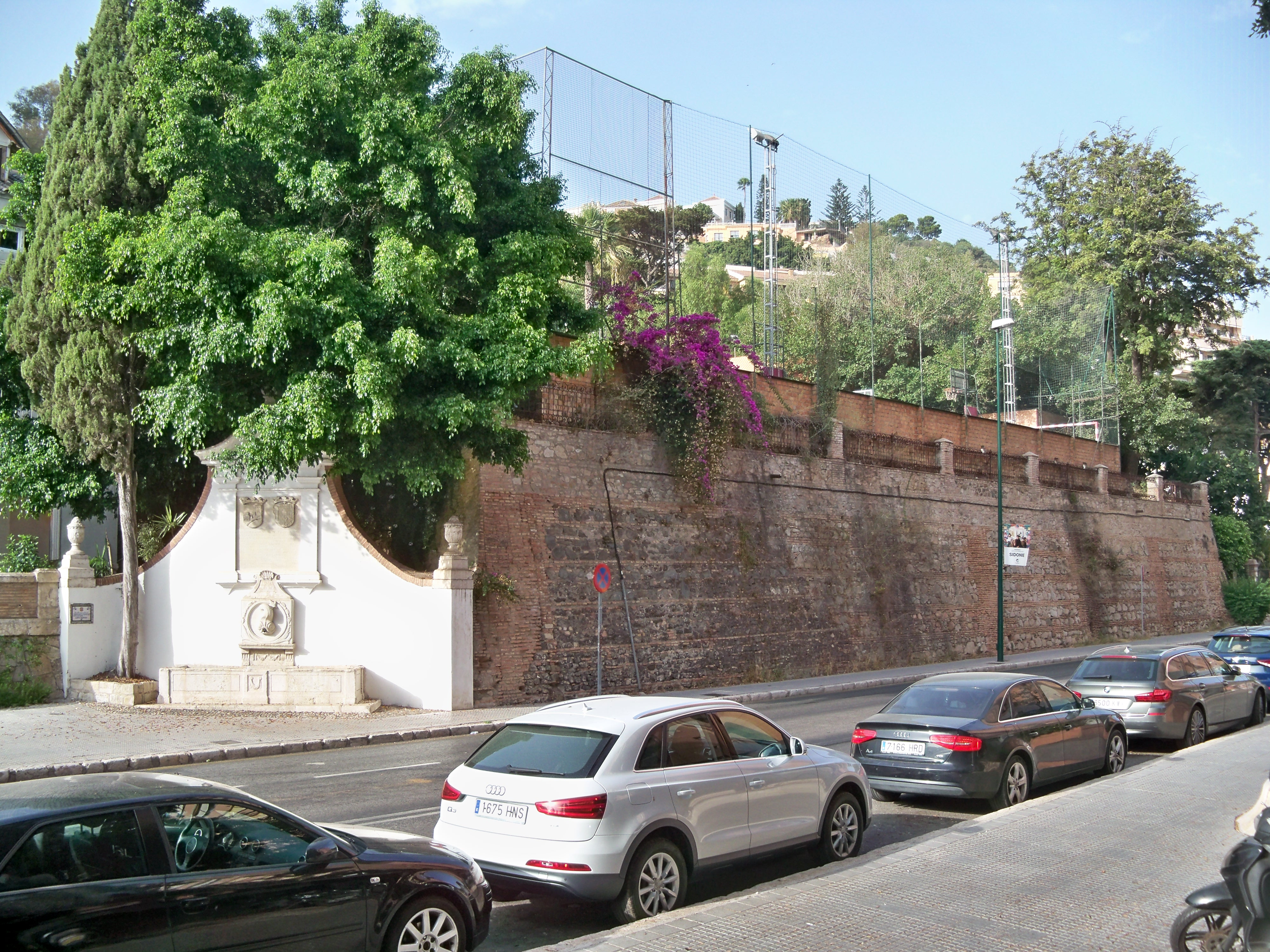
Fuente de Reding junto al muro de contención de la antigua hacienda Giró, hoy desaparecida.

En 1841 adquiere a la viuda de Joaquín Limendous una finca en la que construiría su domicilio en Málaga, la Hacienda Giró, en la que reunió una de las mejores colecciones de arte de la ciudad. La colección de Giró contaba con obras de Murillo, Giordano, Tiziano, Ribera y Mengs y esculturas procedentes del Pecio Isabella, que se le había adjudicado, entre otros. Además, la casa contaba con jardín y un conjunto artístico muy notables que se convertirían en referencia de la burguesía malagueña. A su muerte, la finca, situada en la Cañada de los Ingleses, fue vendida por su viuda en 1888 a Tomás Heredia y Grund. Tomás Heredia y Grund edificó sobre los terrenos de la Hacienda Giró anexos a la Fuente de Reding tres casas de estilo inglés, que permanecen hasta nuestros días y después el muro de contención, dos casas más. En la Hacienda Giró se abrió el establecimiento hotelero Pensión Cooper, más tarde Hotel Belaire. En 1959 se vende a la Institución Teresiana, para su uso como colegio y residencia de estudiantes. En los años setenta del siglo XX la casa fue derribada y su jardín convertido en instalaciones deportivas de la Fundación Almar de la Institución Teresiana de Málaga. Actualmente, se puede observar únicamente el muro de contención que da al Paseo de Sancha. También existen fotos de la Hacienda Giró en el Legado Temboury de la Biblioteca de la Diputación de Málaga.